# Stylaster brunneus
Stylaster brunneus är en nässeldjursart som beskrevs av Hilbrand Boschma 1970. Stylaster brunneus ingår i släktet Stylaster och familjen Stylasteridae. Inga underarter finns listade i Catalogue of Life.